# Uriel Hedengren
Sven Uriel Tomas Hedengren, född 28 januari 1956, är en svensk skribent och företagare. Hedengren har publicerat böcker på flera ledande förlag samt inom ramen för egna företag producerat artiklar, tidningar och digitala produktioner för aktörer i både privat och offentlig sektor. Han har även medverkat i radio och TV.
Med start 1987 publicerade Hedengren en serie citatsamlingar på Brombergs Bokförlag, som följdes av ett antal fackböcker på samma förlag, bland annat Norrland på spåret.
Efter att 1998 gjort en genomlysning av hur framtidens läromedel skulle påverkas av internets stora genomslag, gav han ut sin första lärobok. Den följdes snabbt av flera, totalt cirka 25 titlar under den senaste tjugoårsperioden.